# Ljudmila Fjodorowna Sabolotnaja
Ludmila Fjodorowna Sabolotnaja, verheiratete Solotarjowa (russisch Людмила Федоровна Заболотная, verheiratete Золотарёва, * 8. Juli 1960 in Walerjanowka, Gebiet Qostanai, damals Kasachische SSR) ist eine frühere sowjetische Biathletin.
Ludmilla Sabolotnjana gehört zu den Pionierinnen ihrer Sportart. Sie nahm im französischen Chamonix an den erstmals ausgetragenen Biathlon-Weltmeisterschaften 1984 für Frauen teil. Im ersten Rennen, dem Sprint, verpasste sie bei drei Schießfehlern im Stehendanschlag als Viertplatzierte eine Medaille nur um einen Rang und etwa 25 Sekunden gegenüber der Österreicherin Andrea Grossegger sowie Silber um knapp 30 Sekunden gegen die Norwegerin Sanna Grønlid. Diese gewann sie mit Silber im anschließenden Einzel hinter ihrer Mannschaftskameradin Wenera Tschernyschowa und vor ihrer Landsfrau Tatjana Brylina. Bei drei Fehlern in drei Schießen hatte sie am Ende nur 9,2 Sekunden Rückstand auf die Siegerin mit vier Fehlern und etwa 19 Sekunden Vorsprung auf die Drittplatzierte, die ebenfalls vier Fehler schoss. In die Staffel wurde sie an die Seite von Wenera Tschernyschowa und Kaija Parve berufen und gewann mit ihnen die erste sowjetische von acht Staffelgoldmedaillen in Folge. In ihrer Karriere gewann sie fünf Titel bei sowjetischen Meisterschaften.
Nach der Sportkarriere wurde sie Sportlehrerin an der Schule № 13 in Kurgan.

## Belege
1. ↑  Sprintresultate
2. ↑  Einzelresultate
3. ↑  Staffelresultat
4. ↑  Золотарева Людмила Федоровна (russisch).

| Personendaten    | Personendaten |
| ---------------- | --- |
| NAME             | Sabolotnaja, Ljudmila Fjodorowna |
| ALTERNATIVNAMEN  | Zapolotniaia, Liudmila; Sabolotnaja, Ljudmila; Solotarjowa, Ljudmila Fjodorowna; Заболотная, Людмила Федоровна (russisch); Золотарёва, Людмила Федоровна (russisch) |
| KURZBESCHREIBUNG | sowjetische Biathletin |
| GEBURTSDATUM     | 8. Juli 1960 |
| GEBURTSORT       | Walerjanowka, Kasachische Sozialistische Sowjetrepublik, Sowjetunion                                                                                                |